# NGC 5808
NGC 5808 је спирална галаксија у сазвежђу Мали медвед која се налази на NGC листи објеката дубоког неба.
Деклинација објекта је + 73° 7' 55" а ректасцензија 14h 54m 2,7s. Привидна величина (магнитуда) објекта NGC 5808 износи 13,5 а фотографска магнитуда 14,3. NGC 5808 је још познат и под ознакама NGC 5819, UGC 9609, CGCG 337-23, IRAS 14540+7319, PGC 53251.